# 利特尔顿报时球站

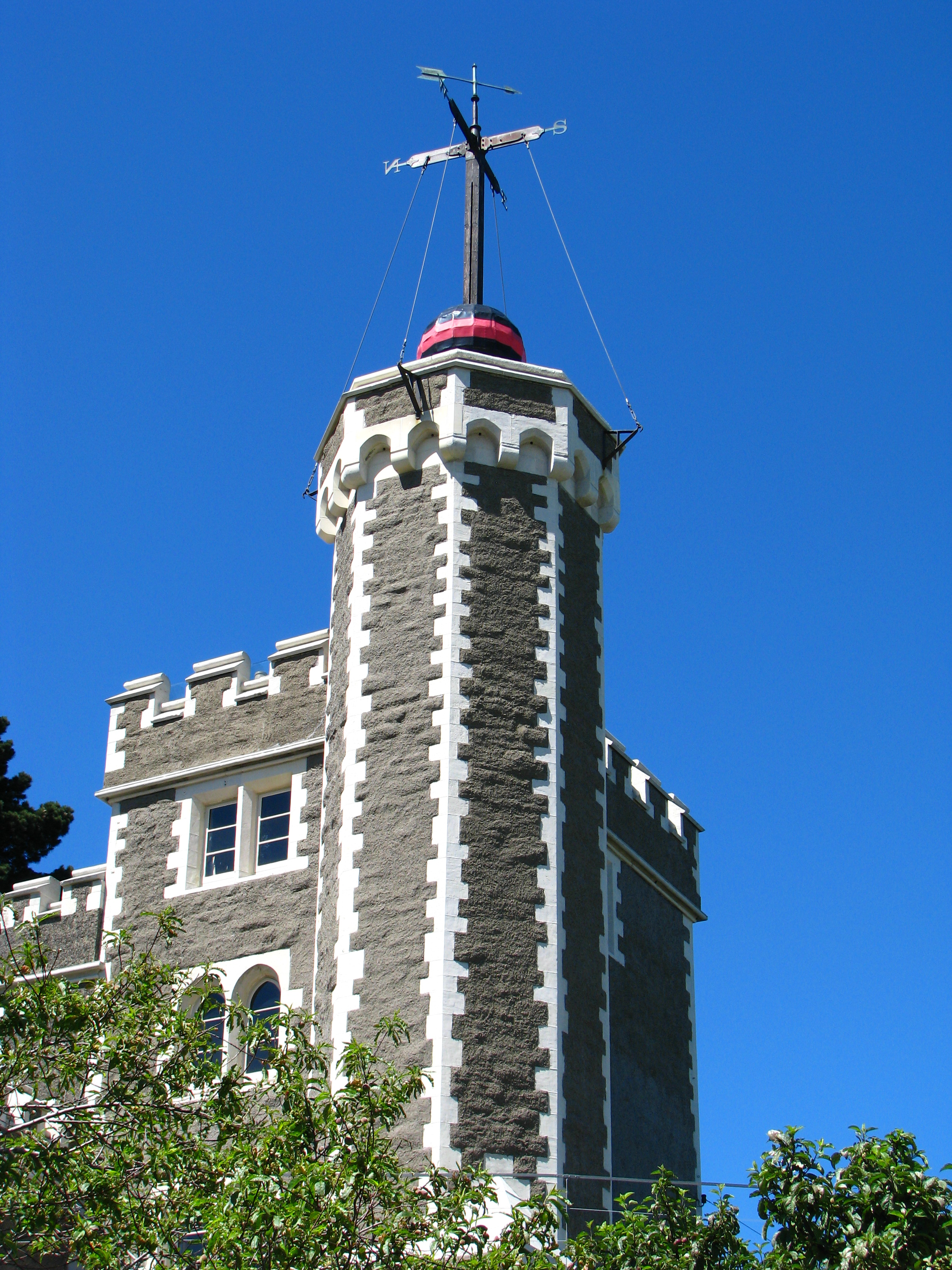
利特尔顿报时球站（2009年11月）

利特尔顿报时球站（英語：Lyttelton Timeball Station）是一座列入文物名录的报时球站，也是新西兰利特尔顿的重要地标性建筑。该站由于2010年至2011年的一系列地震及余震而严重受损，最终于2011年6月13日在一次米氏6.4级余震中倒塌。

## 历史
约翰·托马斯·皮考克是一名商人兼政治人物，1844年他第一次来到利特尔顿，建立了第一个真正的码头，大批移民六年后乘坐首四艘船抵达。皮考克作为众议院的议员率先倡议建立利特尔顿报时球站，但他的建议遭到了拒绝。他也是坎特伯雷省议会的成员，他在1870年建议设立利特尔顿报时球站获得了支持。这是新西兰第三个报时球，在惠灵顿（1864年）和但尼丁（1868年）之后。
该站由当地建筑师托马斯·卡恩设计，1876年完工。1877年和1878之间和1912年又分别进行了附加工程。天文钟来自英国，而报时球是由德国西门子兄弟提供的。1983年4月7日该建筑被注册为第I类遗产项目，注册号为43。当时，全球范围内仍在运作的报时球站只有5个，而该站是新西兰唯一的一个。
报时塔在2010年坎特伯雷地震中被受损，报时球停摆。建筑物在2011年2月克赖斯特彻奇地震期间严重受损。新西兰文物基金会在工程学评估后提出，该建筑因公众安全问题必须拆除。基金会希望抢救出时间球机械，并论证重建是否可行。2011年6月13日的余震中，该站最终倒塌。2013年5月25日，基金会曾宣布塔和报时球会被修复，并会募集资金来重建该站的其他部分。

## 建筑
报时球是一个大型彩绘球体，通体黑色，中部有红色环带，安装在报时塔的顶部。报时球在预定的时间掉落，主要是为了让利特尔顿港的水手们从他们的离岸的船上查看他们的航海天文钟。虽然纬度十分容易确定，最早是用星盘，后来用六分仪。计时是当时水手在海上确定经度的方法之一。精度是十分重要的，四秒的误差在北纬60度转就可相当于1800米的差距，而在赤道相当于910米的差距。
被毁前的报时塔塔身为维多利亚式风格，八角形，外墙青色砖，齿状墙。轮廓线、窗沿为白色。所用的材料是当地的火山渣和浅色奥玛鲁石。塔内共有三层，分为工作区、住宿区，以及航海钟存放区。